# Febo Conti
Febo Conti (Bresso, 25 dicembre 1926 – Desenzano del Garda, 16 dicembre 2012) è stato un conduttore radiofonico e conduttore televisivo italiano.

## Biografia
Iniziò la sua carriera nella Radio della Svizzera Italiana nel 1945, conducendo tra le altre, le trasmissioni La Costa dei Barbari e Il Dante avvelenato.  Dopo la liberazione, Conti continuò a lavorare per Radio Milano; fu il più giovane annunciatore radiofonico d'Italia. Nel 1954 sposa la cantante Italia Vaniglio.
Da Milano si trasferì con la famiglia nel 1968 a Moniga del Garda e dal 1989 a Desenzano del Garda, perché dal 1975 al 1980 aveva diretto Gardaland, il parco dei divertimenti numero uno d'Italia. Nel 2005 aveva festeggiato i 60 anni di ininterrotta carriera radiofonica. La moglie Italia Vaniglio non ha retto al dolore della morte del coniuge ed è morta dopo soli 4 giorni, il 20 dicembre 2012.
Nel settembre del 2009, nell'ambito della terza inchiesta sulla strage di piazza della Loggia, Conti fu interrogato in qualità di testimone. Gli furono poste anche domande riguardo alla sua presunta partecipazione al tentato golpe di Junio Valerio Borghese (Conti, esponente del Noto servizio, in seguito all'occupazione degli studi della Rai di Roma, avrebbe dovuto trasmettere l'annuncio del colpo di Stato e della presa di potere da parte di una giunta militare). Tuttavia, a parte la conferma dei suoi trascorsi nella Repubblica Sociale Italiana e delle conseguenti simpatie per il neofascismo, non emersero prove di reato a suo carico.
Febo Conti entrò nella Massoneria del Grande Oriente d'Italia nel 1966 e diventò maestro nel 1973. Fu affiliato alla loggia C. Montanari n. 746 di Verona e alla F.D.Roosevelt dello stesso Oriente. Passò successivamente alla Leonessa – Arnaldo n. 951 di Brescia e infine della Cremieux n. 761 di Sanremo.

### Radio Milano
Nel 1948 entrò nella Compagnia di rivista di Milano, dove ebbe come compagni di lavoro Liliana Feldmann, Fausto Tommei, Evelina Sironi, Gianni Bortolotto, Checco Rissone, Rina Belfiore, Elena Borgo, Carlo Delfini, Franco Parenti tra gli altri.
Numerosi furono gli spettacoli realizzati, sia a diffusione locale in dialetto meneghino - tra i più famosi Ciciarem un Cicinin - sia nazionale, come Sala Stampa Sport, programma della domenica mattina condotto con Roberto Bortoluzzi nel quale Febo Conti, nei panni di parrucchiere, faceva la barba alle maggiori firme del giornalismo sportivo, commentando con loro il campionato di calcio e pronosticando i risultati delle partite pomeridiane. La sigla della trasmissione era El Humahuaqueño (Carnavalito), un motivo argentino di Zaldivar.
Mentre lavorava in radio, faceva anche teatro e, nei panni di talent scout, scoprì tra l'altro un giovane imitatore, Alighiero Noschese e un giovane Dario Fo.

Liliana Feldmann e Febo Conti nella scenetta "Febo, Liliana e grancassa", nel varietà Scacco matto (1952)

Da ricordare il varietà radiofonico, in onda il sabato sera, Scacco Matto (1950-51), da lui presentato; varietà che proseguì con il titolo di Chicchirichì, con gli attori della Compagnia di rivista di Radio Milano. Popolarissimo divenne, tra gli altri, il personaggio di Anacleto il gasista, quello che "non paga il sabato" di Franco Parenti e del Poer Nano, monologhi di Dario Fo con le paradossali storie di Caino e Abele, Noè, Nerone, Otello, ecc. Immancabile in ogni puntata la canzoncina E con questa Zinfonia, cantata da Febo Conti e Liliana Feldmann nello stile dei venditori ambulanti con la prima strofa: "Militari borghesi e ragazze, noi cantiam per le strade e le piazze, e cantando ogni guaio ci passa, siamo Febo, Liliana e grancassa." a cui seguivano due bei colpi di grancassa e il popolarissimo refrain : "E con questa zinfonia, ogni guaio passerà. Chi vuol essere lieto sia, con la mamma e col papà.". Nella canzoncina, ora Febo, ora Liliana, intercalavano, sempre col tono da imbonitore di piazza, un breve "parlato", ogni volta diverso, per magnificare le strane prodezze del figlioletto: "E bravo il Fantolino nostro figlio che... !" .
Ebbe altre collaborazioni con la RAI nel 1954: (L'orchestra delle 15 e I cinque sensi sono sei).

### La televisione
La grande popolarità arrivò nei primi anni sessanta con la conduzione del popolare quiz televisivo per ragazzi Chissà chi lo sa?, in onda il sabato pomeriggio a partire dal settembre 1961. Era anche l'interprete italiano delle comiche mute di Ridolini, che venivano trasmesse settimanalmente in Chissà chi lo sa? con il titolo Febo Conti in Ridolini. Fu testimonial di vari prodotti famosi, come Philco, Innocenti, Citroën, Tintal e Bic, tra gli altri.
Lavorò anche con Enza Sampò ne Il circolo dei castori. Il rapporto con la Rai si interruppe nel 1974, dopo la trasmissione "Circodieci". Secondo alcuni storici della televisione, tra cui Aldo Grasso, l'allontanamento dalla tv di Stato sarebbe dovuto alla circostanza (mai smentita dall'interessato) secondo cui Conti fu a sua insaputa individuato dai golpisti del tentato "putsch" Borghese del 1970 come il radio-annunciatore prescelto per comunicare l'avvenuto colpo di Stato, circostanza poi non verificatasi. L'anno successivo alla rivelazione del mancato golpe da parte del Ministro degli Interni Franco Restivo, che lo rese pubblico nel 1971, quindi nel 1972, la RAI, venuta a conoscenza delle voci che circolavano attorno al presentatore, noto massone con simpatie di destra, gli avrebbe dato notizia del licenziamento in tronco. Conti sarebbe di fatto tornato a lavorare per l'Ente TV di Stato solo nella stagione 1998-99, partecipando alla rubrica "Io amo gli animali" inserita nel programma "Ci vediamo in tivù" condotto da Paolo Limiti.

### Il teatro
Ebbe anche un'intensa attività teatrale (con Giustino Durano e diversi altri), mentre nel cinema recitò in due soli film: nel 1956 in Per le vie della città, pellicola per ragazzi diretta da Luigi Giachino, e, nel ruolo del sindaco, nel 1976 ne La banca di Monate, per la regia di Francesco Massaro su un soggetto di Piero Chiara. Si legge talora di una sua interpretazione nel film Il bocconcino di Romano Scandariato, ma si tratta di un errore, perché nel film appare non Febo Conti ma suo figlio Fabio.

## Prosa radiofonica Rai
- Champignol suo malgrado, commedia di Georges Feydeau, regia di Enzo Convalli, trasmessa il 24 febbraio 1949.

## Varietà radiofonici Rai
- Rodeo, varietà musicale presentato da Febo Conti, orchestra Carisch diretta da Enzo Ceragioli, regia di Renzo Tarabusi 1955

## Musica (45 giri)
- 1961: Il pavone e la gru/Il bue e il carro, con Giorgio Fabor e il suo complesso (Phonocolor, MSF 101)
- 1961: Chissà chi lo sa?/Abrakadabra (Phonocolor, MSF104)
- 1961: Walt Disney, La favola di Biancaneve e i sette nani (Carosello, CI 20036)
- 1961: La mosca/Il povero diavolo, con Giorgio Fabor e il suo complesso (Phonocolor, MSF102)
- 1961: La gallina e il gatto/Due galli nel pollaio, con Giorgio Fabor e il suo complesso (Phonocolor, MSF103)
- 1964: Pinocchio (Carosello, LC4007)
- 1967: Cappuccetto Rosso/L'acciarino magico (Standa, AFG 0502)
- 1967: Cenerentola/Le tre piume (Standa, AFG 0501)
- 1967: Alì Babà e i 40 ladroni/Il brutto anatroccolo (Standa, AFG 0510)
- Buon Natale da Febo Conti/La ballata di Natale, con i Piccoli Cantori di Seregno (Vedette Records, VCI 37507)

## Musica (33 giri/CD)
- 1965: 25 anni di sport italiano (Innocenti, CT 5960)
- 1971: Scherzi a 33 giri (Joker, 3244)
- 2017: C'era una volta... La TV dei Ragazzi (Siglandia, SGL 2CD 013). Presente nella compilation con il brano Chissà chi lo sa?

## Programmi televisivi
- Operazione Galassia (1958)
- Il circolo dei castori (Programma Nazionale, 1958)
- Chissà chi lo sa? (Programma Nazionale, 1961-1962, 1965-1972)